# 加迪夫中央車站
加迪夫中央車站（英語：Cardiff Central railway station），是英國威爾士加迪夫的一座铁路车站，1850年建成至1924年的站名为加迪夫站，1924年至1973年间的站名为加迪夫火车总站（英語：Cardiff General railway station）。
加迪夫中央車站是威爾士規模最大，最為繁忙的車站，也是英國鐵路路線網的主要車站。1850年開始使用，根據2009年10月的統計，加迪夫中央站是英國倫敦以外地區乘客數第11多的車站。